# Toby Jones
Toby Edward Heslewood Jones (født 7. september 1967) er en britisk skuespiller kendt bedst for sit portræt af forfatter Truman Capote i filmen Infamous.

## Udvalgt filmografi
- Les Misérables (1998)
- Harry Potter og Hemmelighedernes Kammer (2002)
- Finding Neverland (2004)
- Mrs. Henderson præsenterer (2005)
- Infamous (2006)
- W. (2008)
- Frost/Nixon (2008)
- Captain America: The First Avenger (2011)
- The Man Who Knew Infinity (2015)
- Snemanden (2017)